# Cananea
 (mars 2023).
Si vous disposez d'ouvrages ou d'articles de référence ou si vous connaissez des sites web de qualité traitant du thème abordé ici, merci de compléter l'article en donnant les références utiles à sa vérifiabilité et en les liant à la section « Notes et références ».
Cananea est une municipalité du nord-ouest du Mexique, située dans l'état de Sonora. Elle est frontalière des États-Unis. Elle est surtout connue pour la mine de Cananea qui est adjacente.